# Altars of Madness
Altars of Madness (česky Oltáře Šílenství) je debutové album americké deathmetalové kapely Morbid Angel, jež vyšlo 12. května 1989 ve vydavatelství Earache Records. Album se stalo milníkem celého tehdy ještě formujícího se žánru. Mnoho později vzniklých skupin ho jmenuje jako svou velkou inspiraci. Hudební portál About.com ho umístil na svůj seznam 10 nejdůležitějších deathmetalových alb. Mnoho fanoušků i kritiků považuje Altars Of Madness za jedno z nejlepších death metalových alb a obecně jednu z nejvlivnějších nahrávek heavymetalové historie.
Většina materiálu byla napsána dvojicí Trey Azagthoth a David Vincent. Kytarista, zakladatel a hlavní mozek kapely Trey Azagthoth již zde předvádí svou technickou vyspělost – mnoho jeho kytarových postupů se označuje za revoluční, zatímco texty jsou, oproti pozdějším téměř „filozofickým“ kompozicím, zatím spíše jednodušší a zaměřené na satanismus a rebelii vůči křesťanské morálce. Bicí na tomto albu jsou dílem salvadorského bubeníka Pete Sandovala, který je společně s Azagthothem jediným členem kapely hrajícím na všech LP (k Morbid Angel se připojil v roce 1988). V roce 2003 byla vydána remasterovaná verze této desky s několika bonusy.

## Seznam skladeb
1. „Immortal Rites“ – 04:04
2. „Suffocation“ – 03:15
3. „Visions from the Darkside“ – 04:10
4. „Maze of Torment“ – 04:25
5. „Chapel of Ghouls“ – 04:58
6. „Bleed for the Devil“ – 02:23
7. „Damnation“ – 04:10
8. „Blasphemy“ – 03:32
9. „Evil Spells“ – 04:12

### Bonusové skladby v remasterované verzi (2003)
1. „Maze of Torment“ (remixovaná verze) – 04:24
2. „Chapel of Ghouls“ (remixovaná verze) – 04:56
3. „Blasphemy“ (remixovaná verze) – 03:26
4. „Lord of All Fevers and Plagues“ (bonusová skladba) – 03:26

## Sestava
- David Vincent – baskytara, zpěv
- Trey Azagthoth – kytara
- Richard Brunelle – kytara
- Pete Sandoval – bicí